# Sofocracia
La sofocracia, o gobierno de los sabios, es el sistema político defendido por Platón en La República.

## Gobierno
En este sistema, gobernarían los pertenecientes a una «clase de oro» formada por filósofos (en griego: «amantes de la sabiduría»), quienes tuviesen el saber necesario para decidir sobre el resto del pueblo, guiándolo «como un capitán gobierna a un barco», pues los sabios conocerían la realidad a diferencia de los poderosos en otros sistemas conocidos, los cuales se basan en argumentos erróneos, según Platón:

«En un barco no debería decidir el más fuerte, pues no por tal condición conocerá mejor el camino». Este es el caso de la Tiranía, una dictadura o «Ley del más fuerte».

«En un barco no debería decidir el más rico, pues no por tal condición conocerá mejor el camino». Este es el caso de la Plutocracia.

«En un barco no debería decidir el más popular, ni las creencias populares, pues no por ser mayoría conocerán el camino». Este es el caso de la Democracia, sistema actual a nivel mundial. Las masas, por ignorantes y poco inteligentes, suelen ser incapaces de autogobernarse o de elegir supuestos «representantes»

Por eso Platón sostiene que los tres sistemas anteriores son inútiles, porque sus bases son ilógicas y no dan resultados empíricos.
«En un barco debería decidir los que conocieran el camino junto con los que conozcan métodos de navegación, por eso el conductor en un barco es el más sabio sobre el tema, el capitán».

Esta lógica es la misma que daría origen, renaciendo dos milenios más tarde, al sansimonismo del siglo XIX y a la tecnocracia del siglo XX.